# Okrugljača
Okrugljača is een plaats in de gemeente Špišić Bukovica in de Kroatische provincie Virovitica-Podravina. De plaats telt 307 inwoners (2001).
In het verleden was het dorp onderdeel van de Hongaarse zuidoever van de rivier de Drava, in 1910 verklaarde 96% van de bevolking etnisch Hongaar te zijn.
Tussen 1966 en 1974 is de plaats officieus verbroederd met het Belgische dorpje Oostakker, nadat een ballon van een ballonnetjeswedstrijd in Oostakker in Okrugljača beland was.